# Stephen Switzer
Stephen Switzer (* 1682 in East Stratton, getauft am 25. Februar; † 8. Juni 1745 in Millbank) war ein englischer Landschaftsarchitekt und Autor mehrerer Bücher zur Gartengestaltung vor allem adeliger Herrensitze.

## Leben
Stephen Switzer war der jüngere von zwei Söhnen des Bauern Thomas Switzer (gest. 1697) und dessen Ehefrau Mary Hapgood (gest. 1682). Trotz der wenig begüterten Eltern genoss Switzer vermutlich eine gute Schulbildung. Um 1698 begann er eine Ausbildung zum Gärtner in der großen Baumschule und Gärtnerei von Brompton Park, die George London betrieb, einer der in England führenden Gartenkünstler. Switzer wurde Gehilfe von London und erhielt dadurch die Gelegenheit an der Gestaltung wichtiger Anlagen mitzuarbeiten, so in Castle Howard und 1704 in Kensington Palace.
Ab 1705 arbeitete Switzer unter Henry Wise und John Vanbrugh in Blenheim Palace. Seine wichtigste Arbeit bestand dort in der Kanalisation des Flusses Glyme und in der Gründung der Grand Bridge („Große Brücke“), die Vanbrugh, der selbst kein Landschaftsgärtner war, entworfen hatte.
Ab 1715 begann Switzer seine gärtnerischen Erfahrungen und gestalterischen Vorstellungen zu veröffentlichen. 1724 siedelt er nach Millbank (City of Westminster) über. Dort gründete er ein Geschäft mit Sämereien, das er zu wirtschaftlichem Erfolg führte. Gleichzeitig nahm er weiter Aufträge für Gartengestaltungen an und setzte auch seine Veröffentlichungstätigkeit fort. Er dehnte seine Betrachtungen auf Wasserkünste im Garten aus.

## Gartenkünstlerisches Werk
Die meisten eigenständigen Gartengestaltungen Switzers wurden Opfer der späteren Umgestaltung zu Landschaftsgärten, vor allem durch Lancelot Brown. Switzer vertrat einen landschaftsgestalterischen Ansatz, der auf die formalen Entwürfe der Barockzeit und der französischen Gartenkunst zurückging. Allerdings erweiterte Switzer die formalen Entwürfe raumgreifend und verband Schlossgebäude und Garten mit der umgebenden Landschaft. Er propagierte als wesentliches Element die Schaffung von ein oder zwei Hauptachsen, die das gesamte Anwesen durchzogen und Gebäude mit Garten und Landschaft verknüpften.
- um 1714: Park von Cirencester House (Gloucestershire)
- vor 1715: Anlagen in Grimsthorpe Castle (Lincolnshire)
- um 1734: Nostell Priory (West Yorkshire)

## Schriften
- 1715: The Nobleman, Gentleman, and Gardener's recreation.
- 1718: Ichnographica Rustica. 3 Bände. Erweiterung seines ersten Buches, später wiederaufgelegt; gilt als sein Hauptwerk
- 1724: The Practical Fruit Gardener.
- 1727: The Practical Kitchen Gardener.
- 1729: Introduction to Hydrostatics and Hydraulics. 2 Bände.
- 1731: Cythisus of the Ancients.
- 1733–1734: The Practical Husband and Planter. Monatlich erscheinende Zeitschrift, die bald eingestellt wurde
- 1734: Universal System of Water and Water Works. 2 Bände.